# Журман Сергій Миколайович
Сергій Миколайович Журман (нар. 25 грудня 1979, м. Лубни, Полтавська область) — український політик. З 2 квітня 2014 — заступник голови — керівник апарату Чернігівської обласної державної адміністрації, а з 19 вересня 2014 по 31 березня 2015 року — в.о. голови Чернігівської ОДА.
Заслужений працівник освіти України (2019).

## Освіта
Освіта вища. У 2002 році закінчив Чернігівський державний педагогічний університет за спеціальністю «Педагогіка і методика середньої освіти. Історія. Практична психологія». У 2004 році — Чернігівський державний технологічний університет за спеціальністю «Фінанси».
Кандидат економічних наук.

## Трудова діяльність
Трудову діяльність розпочав у 2001 році комендантом навчального корпусу історичного факультету Чернігівського державного педагогічного університету.
З 2004 по 2011 працював асистентом кафедри економіки і менеджменту Чернігівського державного педагогічного університету.
З 2011 року обіймав посаду доцента кафедри економіки і менеджменту Чернігівського національного педагогічного університету ім. Т. Г. Шевченка.
Депутат Чернігівської обласної ради шостого скликання.
Голова Чернігівської районної державної адміністрації з 30 червня по 20 листопада 2020 року.

### Отримання хабаря
4 листопада 2020 року співробітники Служби безпеки України затримали Сергія Журмана за підозрою в отриманні хабаря в розмірі 10 тисяч доларів за «сприяння» у зміні цільового призначення земельної ділянки площею 6 гектарів на території Чернігівського району.
21 грудня 2021 року Вищий антикорупційний суд України затвердив угоду про визнання винуватості між Спеціалізованою антикорупційною прокуратурою та Журманом. Суд призначив покарання у виді 5 років позбавлення волі з позбавленням права обіймати посади, пов'язані з виконанням організаційно-розпорядчих або адміністративно-господарських функцій, терміном на 3 роки. Журмана звільнили від відбування покарання з випробуванням з іспитовим строком 3 роки.